# Wasserburg Flechtingen
Die Wasserburg Flechtingen beziehungsweise das Wasserschloss Flechtingen ist eine in weiten Teilen gut erhaltene und zum Schloss erweiterte Burganlage im Zentrum der Gemeinde Flechtingen im Landkreis Börde in Sachsen-Anhalt.

## Lage
Die Burg beziehungsweise das Schloss liegt im Zentrum des Dorfes Flechtingen, im nördlichen Bereich des aufgestauten Schlossteichs Flechtingen, der von einem Fließgewässer, der Spetze, nach Norden entwässert wird. Hauptzufluss ist die Große Renne im Süden des Sees. Unmittelbar am Abfluss liegt eine alte Wassermühle, die Schlossmühle Flechtingen. Flechtingen liegt inmitten der Magdeburger Börde im heutigen Bördekreis im Land Sachsen-Anhalt.

## Burg oder Schloss

Burg Flechtingen im Jahr 1906

Unterschiedlich beantwortet wird die Frage, ob es sich bei der Anlage um eine Wasserburg oder ein Wasserschloss handelt. Im Denkmalverzeichnis Sachsen-Anhalt wird von einem einstigen Wasserschloss und einer Schlossanlage gesprochen. Im Nachschlagewerk Burgenkunde von Otto Piper ist Flechtingen unter den noch erhaltenen Burgen aufgelistet. Weiterhin ist die Anlage im Grundrisslexikon Burgen des Deutschen Mittelalters geführt. Die vom Rat der Gemeinde Flechtingen 1990 herausgegebene umfassende Abhandlung von Günter Hammerschmidt Flechtingen und seine Wasserburg beantwortet die Frage „Ist das nun eigentlich ein Schloß oder ist es eine Burg“ dahingehend, dass durch einschlägige Literatur bekannt sei, dass die Verteidigungseinrichtungen „auf eine wehrhafte Anlage mit Betonung der Verteidigung – auf eine Burg hinweisen“ würden. Die Schautafel im Vorfeld spricht sowohl von einer Wasserburg, als auch von einem Wasserschloss.

## Geschichte
Die Geschichte der Wasserburg begann im ersten Jahrzehnt des 14. Jahrhunderts. Heinrich von Schenck, der zunächst noch Heinrich von Dövenstedt, Schenck genannt wurde, wobei sich Schenck vom Hofamt Schenk ableitet, erhielt für seine Verdienste vom Markgrafen Hermann von Brandenburg Flechtingen als Lehen. Bereits 1307 nannten sich er und sein Bruder Alverich Schencken von Dönstedt und Herren der Burg Flechtingen. Dies war auch die erste schriftliche Erwähnung der Anlage. Sie dürfte also vor diesem Datum erbaut worden sein. Die Burg wurde auf einem felsigen Untergrund in einer sumpfigen Niederung errichtet. Der Bergfried, die Grundmauern der Hauptburg und die Gebäude der Vorburg sind in die Zeit der Entstehung der Anlage zu datieren. Als Baumeister – wird vermutet – trat derselbe auf, der die Burg im nahegelegenen Bahrdorf entwarf beziehungsweise errichtete. Vertraglich ließ Kurfürst Ludwig VI. 1359 im Lehnsbrief festschreiben, dass die Burg in Zeiten des Krieges für ihn und die Nachkommen als Zufluchtsort zur Verfügung zu stehen habe und genutzt werden könne. Ähnliche Übereinkünfte gab es mit dem Herzogtum Braunschweig und mit dem Erzbistum Magdeburg, sodass die Burg häufiger als Zufluchtsstätte genutzt wurde.
Am Anfang des 15. Jahrhunderts wurde die Wasserburg baulich verändert und in der Folge als Jagdburg beziehungsweise Jagdschloss genutzt. Die Verteidigungsbereitschaft spielte nicht mehr die zentrale Rolle. Weitere Umbauten folgten. Die Außenmauern des späteren Burggartens im Süden der Anlage wurden in ihrer jetzigen Form später errichtet, nachdem durch Aufschüttungen entsprechender Platz gewonnen worden war. Die alten Burgmauern führten dichter an den Gebäuden entlang. Ein Wirtschaftsgebäude im Norden der Vorburg war vor der Umfunktionierung ein Wohngebäude gewesen. Die Wagenremise befand sich im Osten. Südlich schloss sich ein Stall an, der in der Mitte des 19. Jahrhunderts zu einer Reithalle umgebaut beziehungsweise -funktioniert worden war.

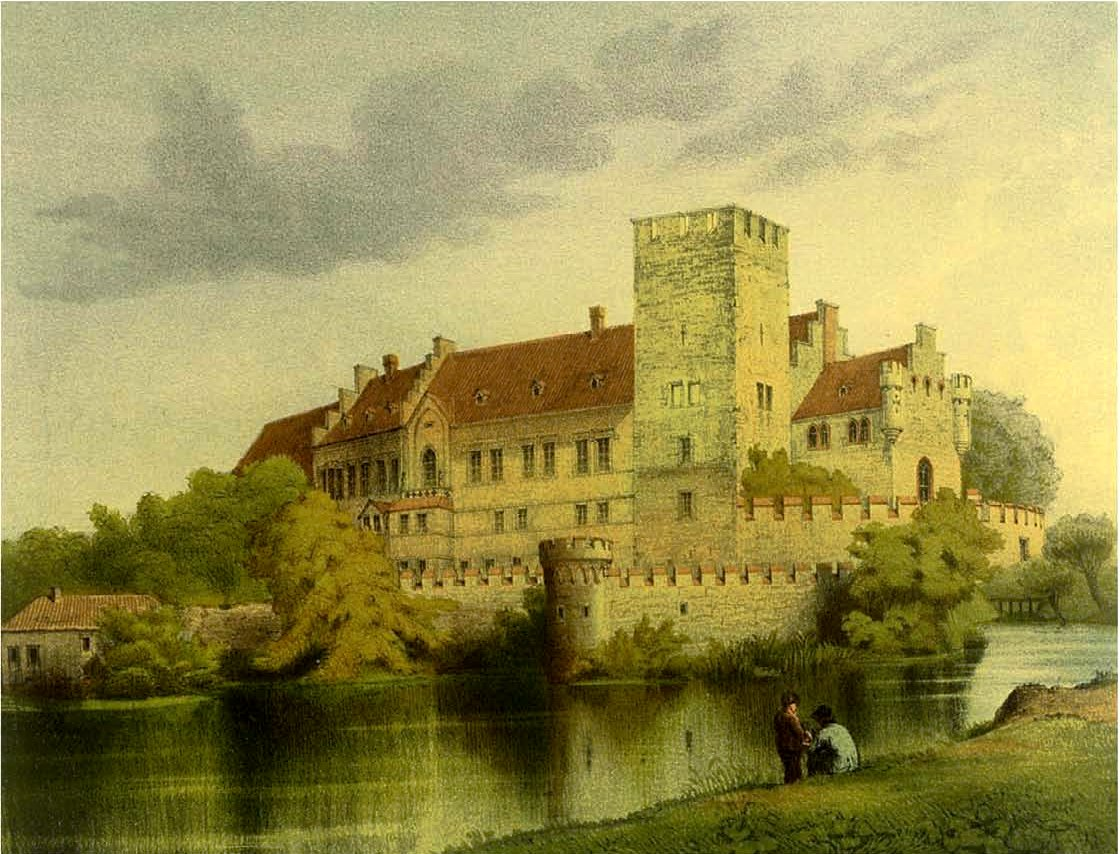
Die Wasserburg im Jahr 1860; Sammlung Alexander Duncker

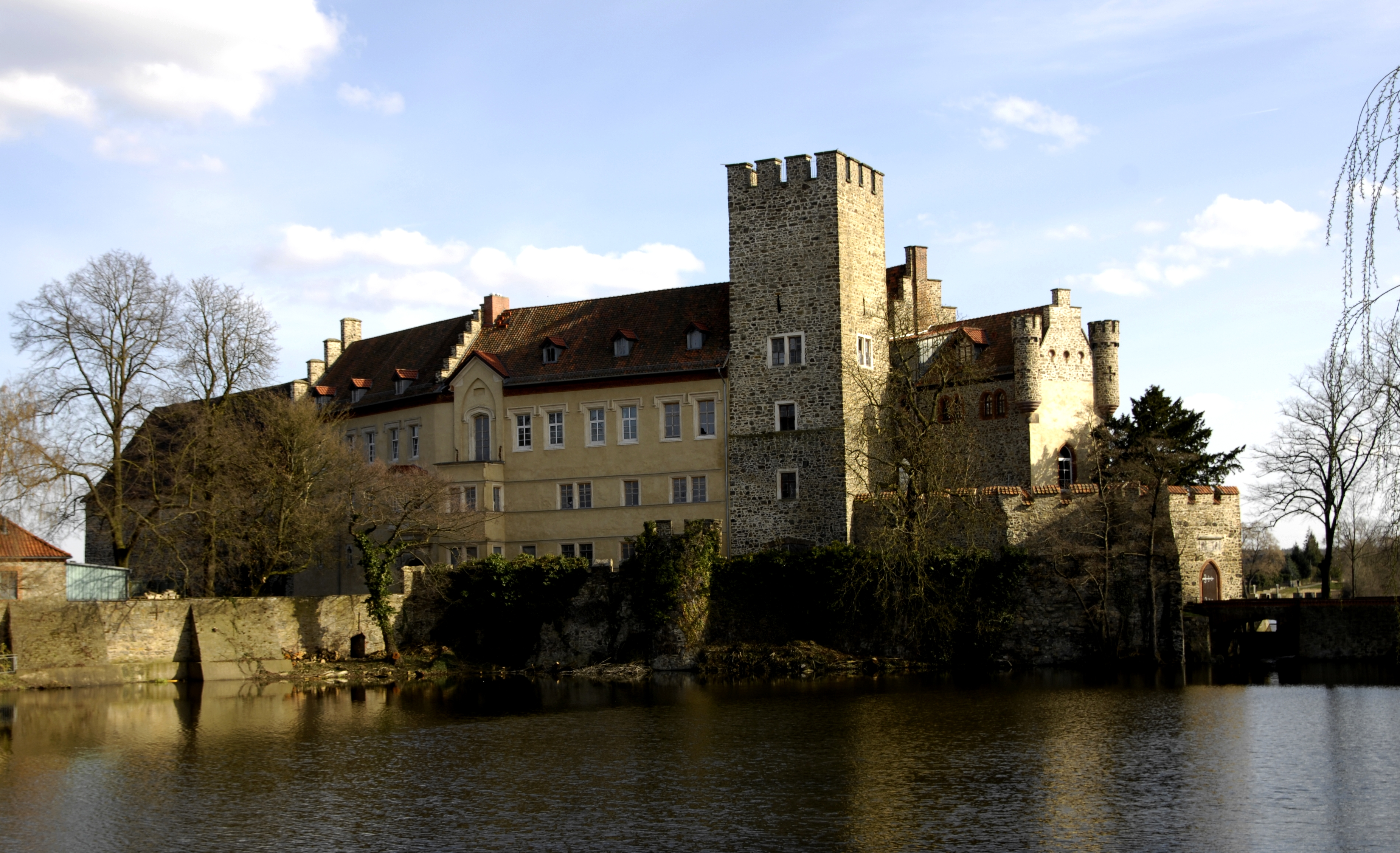
Schloss Flechtingen (2010)

Nachdem bei einem Brand 1483 der alte Palas im heutigen Wirtschaftsgebäude der Burg stark beschädigt worden war, wurden Wohngebäude neben dem Bergfried im Bereich der heutigen Hauptburg unter Rudolf Schenk ausgebaut und so ein neuer Palas geschaffen. Finanziert wurde diese Baumaßnahme mit einem Kredit über 300 Goldgulden, der von den Söhnen Rudolfs bei einem St.-Bonifatius-Kapitel zu Helmstedt aufgenommen worden war. Im Bereich der Hauptburg ist das südliche Gebäude der Kemenatenflügel, der im Jahr 1526 durch den Erbschenk des Hochstifts Halberstadt und den Erbkämmerer der Kurmark Borgward Schenk erbaut worden war. Westlicher Anschluss war die Brauerei der Burg. Dieser wurde beim Umbau 1526 ein Stockwerk aufgesetzt, welches die Rüstkammer enthielt. Ebenfalls im 16. Jahrhundert errichtete man einen Verbindungsbau zwischen Palas und Kemenatenflügel, sodass dadurch zwei getrennte Höfe entstanden. Im Jahr 1619 ließ Kersten von Schenck einen Treppenturm in der Vorburg errichten. 1692 wurden Umbauten im Bereich des Palas vorgenommen. Um das Jahr 1860 wurde von Eduard von Schenck, der als geborener von Peucker aufgrund einer Adoption durch seinen kinderlosen Onkel in Besitz des Anwesens kam, der Schlosspark am Ufer südwestlich der Burg in seiner heutigen Form angelegt. Als direkter Zugang von der Burg zum Park wurde 1864 im Westen der Anlage ein Verbindungsdamm aufgeschüttet. Ebenfalls unter Eduard wurde in der Zeit seiner Herrschaft über das Anwesen zwischen 1860 und 1897 dem Bergfried ein neuer Zinnenkranz aufgesetzt. Der ursprüngliche Zinnenkranz bestand aus drei Zinnen und zwei Zinnenfenster je Seite. Bis 1881 kam es zu Umbauten im Obergeschoss des Kemenatenflügels. Burggarten und Terrasse wurden ebenfalls im Zuge dieser größeren Umbaumaßnahmen geschaffen.
Wegen der Luftangriffe auf Magdeburg im Zweiten Weltkrieg waren Kunstgüter auch aus dem Magdeburger Dom ausgelagert worden: Die Skulptur Heiliger Mauritius und wertvolle Grabplatten von Erzbeschöfen und Domherren kamen in die Burg/das Gut Flechtingen.
Bis zum Ende des Zweiten Weltkriegs blieb die Burg beziehungsweise das Schloss in schenckischem Familienbesitz. Im Zuge der Bodenreform wurde unmittelbar nach Kriegsende sämtlicher Besitz der Adelsfamilie in der Sowjetischen Besatzungszone entschädigungslos enteignet. Ausstattungsstücke der Burg kamen nach Magdeburg, Halle an der Saale und Altenhausen, die Schlossbibliothek ging in Teilen an die spätere Stadt- und Bezirksbibliothek Magdeburg, die heutige Stadtbibliothek, andere Teile wurden verkauft. Zunächst wurde das Anwesen für Flüchtlinge und Umquartierte genutzt, ehe es von 1946 und 1947 Altenheim und Wohnunterkunft war. 1947 eröffnete die Sozialversicherungsanstalt Sachsen-Anhalt ein sogenanntes Genesungsheim. Ab 1950 waren in der Burg eine Spezialeinrichtung für an Tuberkulose Erkrankte, eine dermatologische und eine psychiatrische Landesheilanstalt untergebracht. Zwischen 1955 und 1957 wurde das Hauptportal restauriert und im April 1958 hielt die Nationale Volksarmee mit ihrer Abteilung Grenze Einzug. Die Volksarmee blieb fünf Jahre bis 1963. Ein Jahr später wurde die Wasserburg wieder zum Alten- beziehungsweise Seniorenheim. Um der neuen Nutzung gerecht zu werden, wurde 1966 im Bergfried ein Innenaufzug installiert. 1979 baute man das schmiedeeiserne Haupttor vom Park des Schlosses Hundisburg zwischen Burgvorhof und dem Burggarten. Nach der politischen Wende 1989/1990 wurde die Burg zunächst noch weiter als Senioreneinrichtung genutzt, ehe das Seniorenheim im Frühjahr 1993 aufgelöst wurde. Das Wasserschloss beziehungsweise die -burg wurde an private Investoren verkauft. Im Oktober 2000 begann ein Ausbau zu einem sogenannten Schlosshotel. Jedoch meldete der Investor bereits im Dezember 2004 Insolvenz an. Seitdem war das Gebäude ungenutzt. Das Schloss Flechtingen ist seit 2019 im Besitz der ADN Investment Group. Das Interieur und das Dach wurden teilweise renoviert.

## Anlage

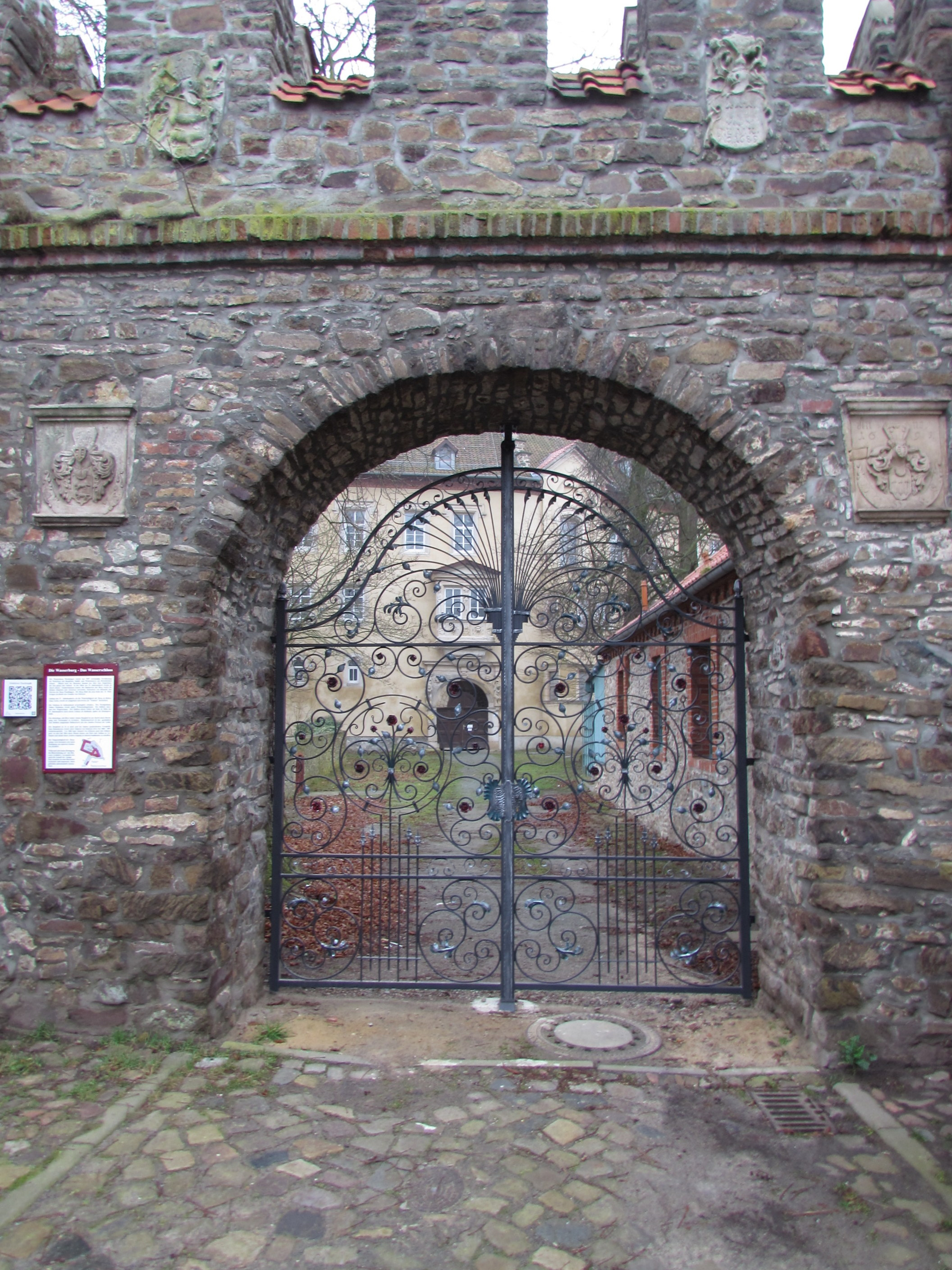
Das Tor zur Brückenzufahrt

Die Wasserburg liegt im nördlichen Bereich des Schlossteichs. Sie besitzt zwei gemauerte Zugänge. Der Haupteingang befindet sich in nördliche Richtung in unmittelbarer Nähe zur Dorfkirche Flechtingen. Der Zugang zur Brücke ist an dieser Stelle durch ein aus Bruchsteinen errichtetes Portal verschlossen. Das Portal besitzt eine Zinnenkrone. Die Tordurchfahrt ist korbbogig. Das Tor selbst ist schmiedeeisern und zeigt ein filigranes Geflecht. Rechts und links des Tores sind jeweils kleine Reliefe in das Mauerwerk eingelassen. Diese zeigen Wappen und die Jahreszahl 1695. Hinter dem Tor befindet sich das eingeschossige Torhaus und eine Brücke zur Insel. Durch eine Tordurchfahrt wird die Vorburg erreicht. Diese Durchfahrt befindet sich in einem Wohngebäude, einer östlichen Erweiterung des Palas der Burg. Die Fassade des Palas und des Wohnflügels ist verputzt und hat einen gelben Anstrich und drei Etagen plus einem Dachgeschoss. Im unteren Stockwerk des Wohngebäudes gibt es drei kleine Spitzbogenfenster. Die weiteren Fenster sind Rechteckfenster. Die Tordurchfahrt ist rundbogig und befindet sich in einem barock verzierten Portal. Über dem Portal wurde ein Erker in die Fassade eingearbeitet. Dieser hat ein Satteldach und reliefartige Verzierungen. In die Fassade des Palas wurde ein Risalit eingearbeitet. Aus diesem springt eine Auslucht hervor, die im obersten Stockwerk einen Balkon bildet. Die einzelnen Stockwerke des Palas, nicht aber des Ostflügels sind durch schlichtes verkröpftes Gesims optisch abgegrenzt. Die Fenster der oberen Etage beider Teilgebäude zeigen Fensterverdachungen. Eine Verdachung besitzt auch die Balkontür des Palas, die tudorbogig gestaltet ist. Dieser Schweifbogen befindet sich einen einer deutlich größeren spitzbogigen Blende. Über dem Balkon zeigt der Risalit des Palas einen Spitzgiebel mit Giebelgesims. Die Dächer sind mit Biberschwänzen gedeckt. Als Einlassungen für Fensteröffnung befinden sich Giebelgauben im Dach. Beide Teilgebäude sind durch einen Treppengiebel getrennt. Ein derartiger Treppengiebel befindet sich auch an der östlichen Dachkante des Anbaus. Auf der burgseitigen Außenwand erkennt man am Palas ein Fachwerkgeschoss. Dieses Fachwerkfragment ist farbig gehalten und zeigt Knaggen und eine mit einem Treppenfries verzierte Saumschwelle.

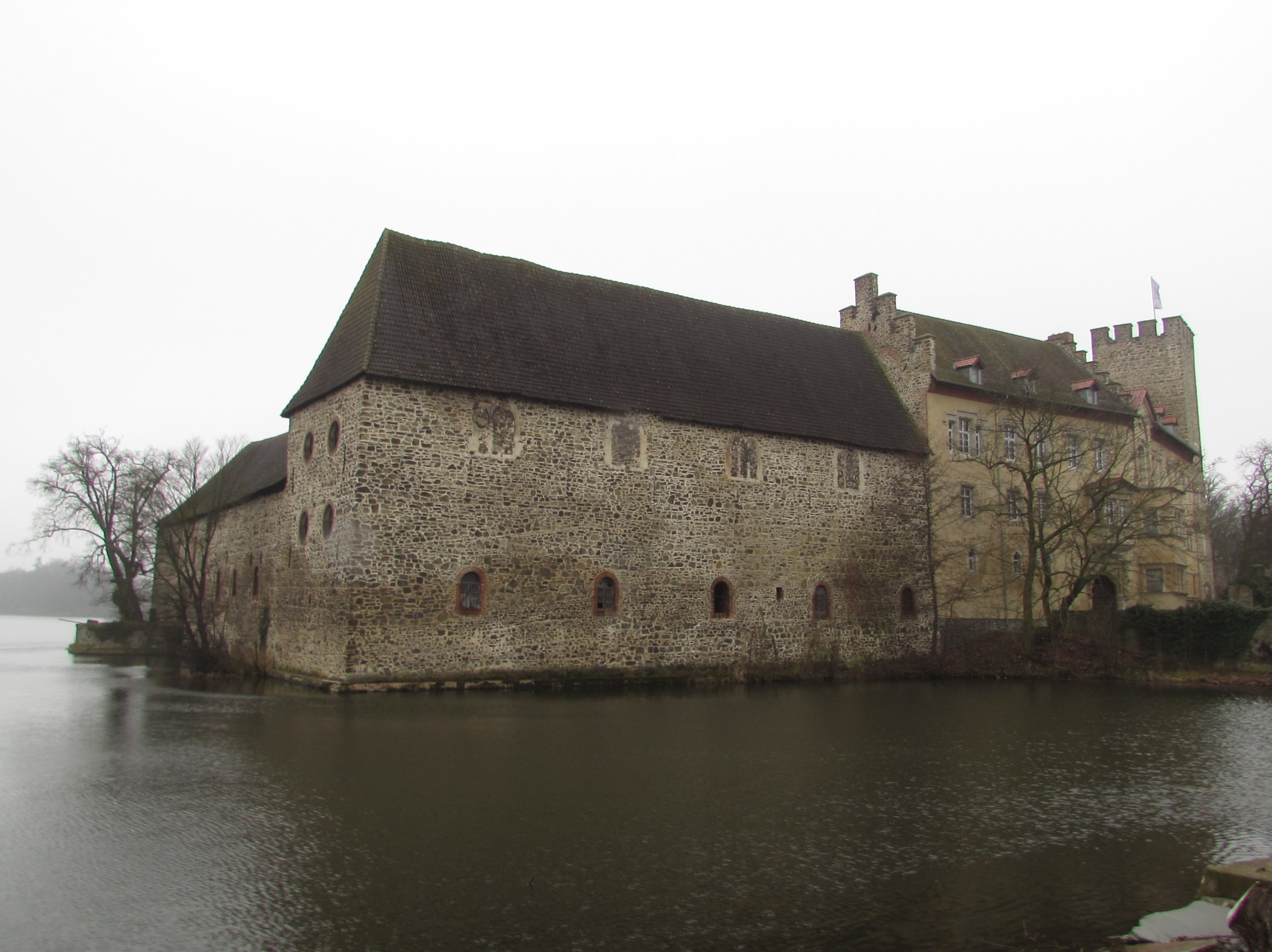
Ansicht von Nordosten

Östlich grenzt ein Gebäude aus unverputztem Bruchstein dem Giebel des Wohnflügels an. Es ist zweistöckig. Die Fenster im unteren Stockwerk sind in der nördlichen Außenwand rundbogig. Die Einfassungen sind mit Ziegelsteinen ummauert, was darauf hinweist, dass es sich um nachträglich eingelassene Öffnungen im Mauerwerk handelt. Die obere Reihe Fenster wurde nach außen vollständig zugesetzt. Nach Osten wurden vier Ochsenaugen in das Mauerwerk eingearbeitet. Auch diese sind mit Ziegeln ummauert. Das Dach ist fensterlos und nach Osten abgewalmt. Das Gebäude wurde zuletzt als Wirtschaftsgebäude genutzt, war jedoch in früheren Jahrhunderten einmal ein Wohnflügel gewesen.

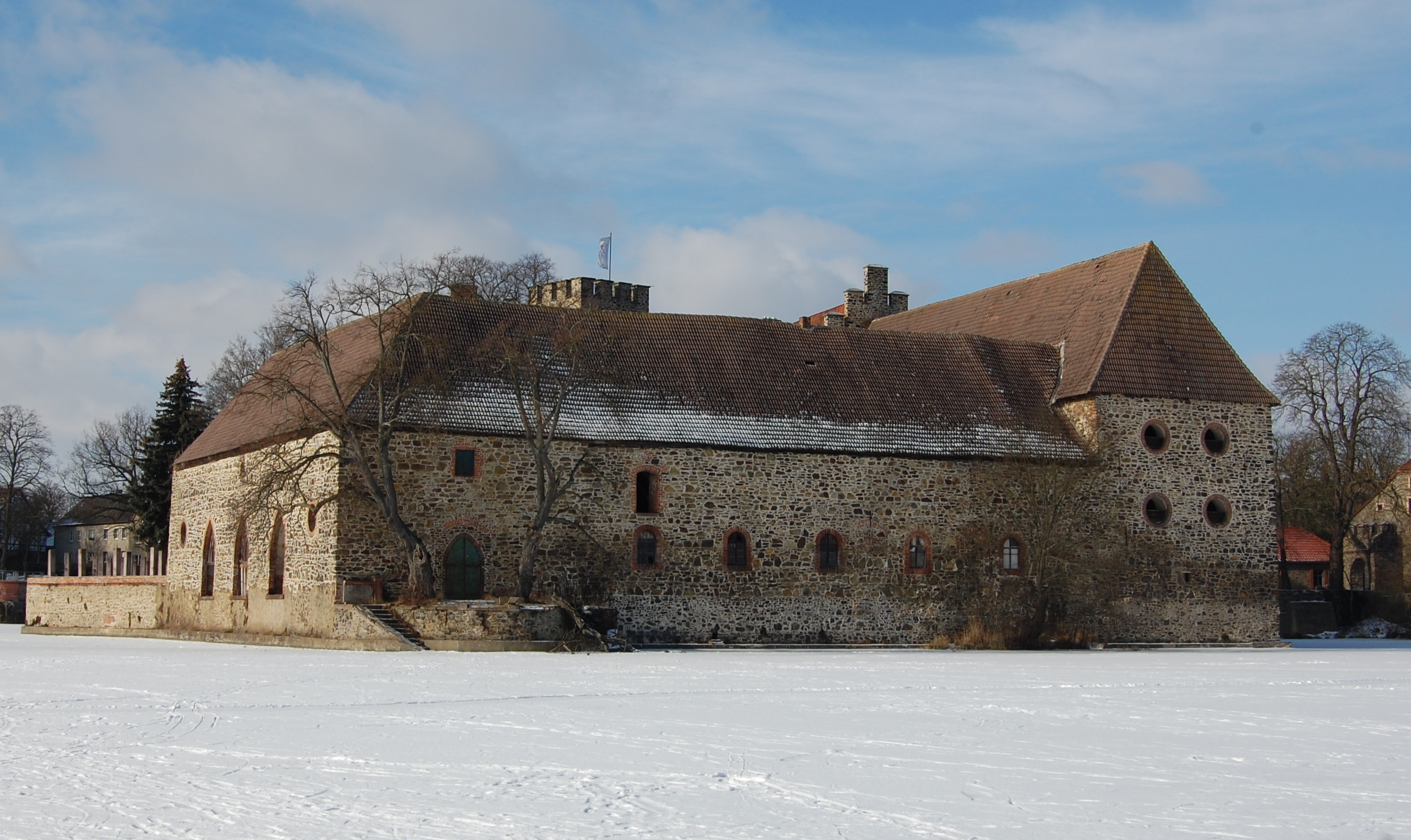
Ostansicht

Dem Wirtschaftsflügel schließt sich nach Süden ausgerichtet die ehemalige Wagenremise der Burg an. Dieses Gebäude ist ebenfalls aus unverputztem Bruchstein errichtet. Das Gebäude ist flacher als der Wirtschaftsanbau jedoch dennoch zweistöckig. Die Fenster des unteren Stocks sind ebenfalls rundbogig gestaltet. Im oberen Stockwerk gibt es ein Segmentbogenfenster. Zum Hof hat die Remise mehrere Tore und im Obergeschoss einige Segmentbogenfenster. Der Übergang zum sich anschließenden Stall beziehungsweise der späteren Reithalle ist fließend. Beide Gebäude befinden sich unter einem Dach. Nach Osten in der südlichen Ecke befindet sich ein gemauertes Halbrund, welches wohl in früheren Jahrhunderten einmal ein Rondell gewesen sein dürfte. Es befinden sich auf diesem zurückgebauten Rondell zwei Bäume. Zu dieser künstlichen Halbinsel gelangt man durch ein spitzbogiges Portal. Eine ältere Maueröffnung war ein Segmentbogenportal, in welches das kleinere Spitzbogenportal später eingearbeitet wurde. Vom ehemaligen Rondell führt eine Treppe hinunter zum Teich. Über dem Portal befindet sich ein kleines Rechteckfenster. In der Südwand erkennt man drei große und breite Spitzbogenfenster, die der Reithalle viel Licht spendeten. Daneben befinden sich rechts und links jeweils Ochsenaugen. Die sich der Reithalle anschließende südliche Burgmauer wurde bei Umbauten entweder zurückgebaut oder nach Aufschüttungen wurde hier eine niedrigere Mauer zum Burggarten aufgebaut.

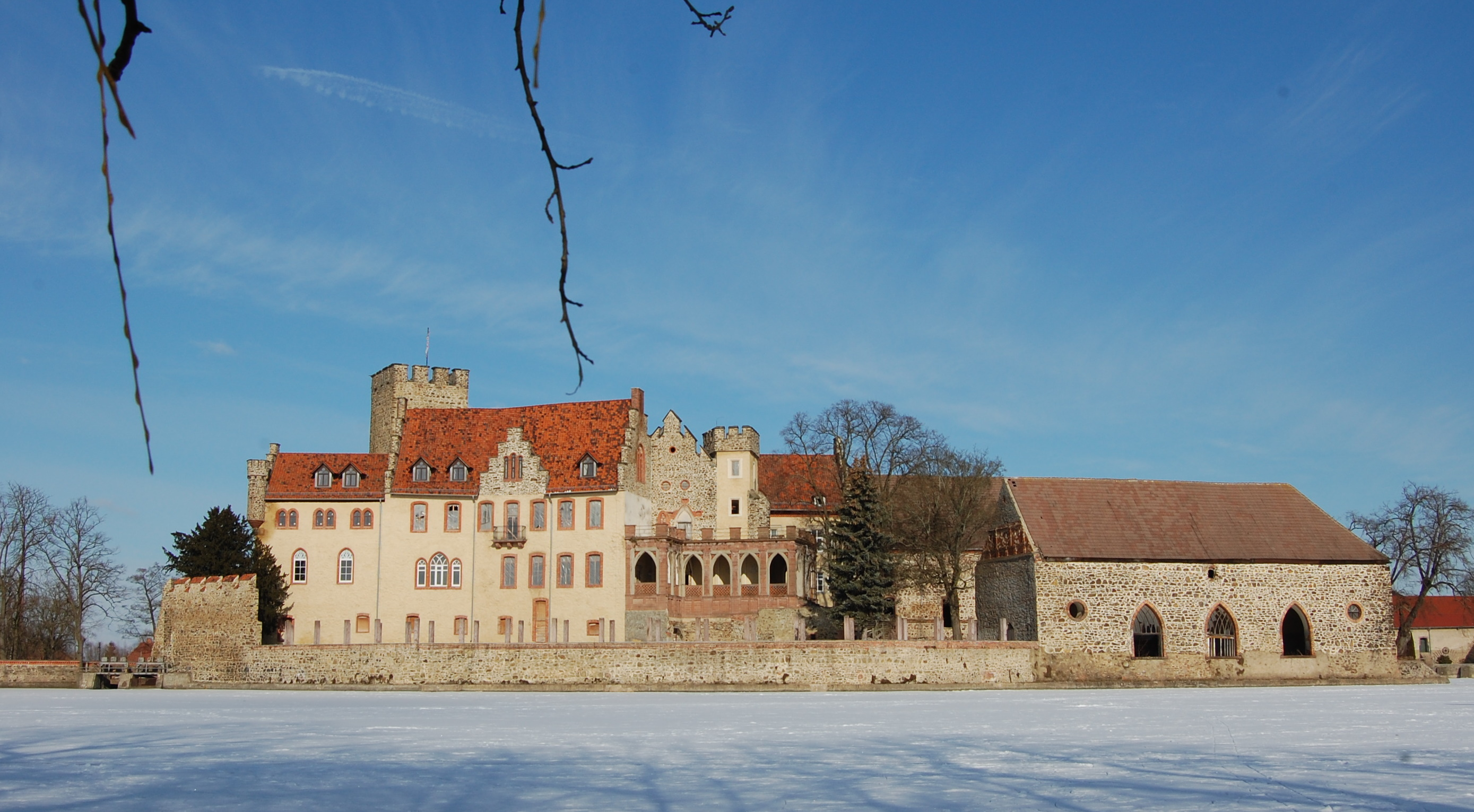
Südansicht

Nach Süden schließt sich dem Palas ein Verbindungsbau an, der in früheren Jahrhunderten eine Bogenhalle gewesen sein soll. Dieses Gebäude trennt den Burgvorhof vom nur 80 Quadratmeter großen, etwa dreieckigen Burghof ab. Zentral im Burghof befindet sich der alte Brunnen der Burg. Im Verbindungsbau befindet sich der Durchgang zwischen beiden Höfen. Der Verbindungsbau ist wie der Palas dreistöckig und verputzt. Der südliche Giebel wurde mit mehreren Giebelzinnen verziert. In der südöstlichen Ecke befindet sich ein im frühen 17. Jahrhundert errichteter Treppenturm mit trapezförmigem Grundriss. Dieser hat einen Zinnenkranz und Rechteckfenster. Vor Turm und Verbindungsbau wurde eine zum Burggarten offene Terrasse errichtet. Diese wurde auf älteren Grundmauern errichtet. Man erkennt spitzbogige Arkaden und darüber die Terrasse. Der Zugang befindet sich in der Südwand des Verbindungsbaus. Neben dem Portal zur Terrasse gibt es in ihr noch zwei Ochsenaugen.

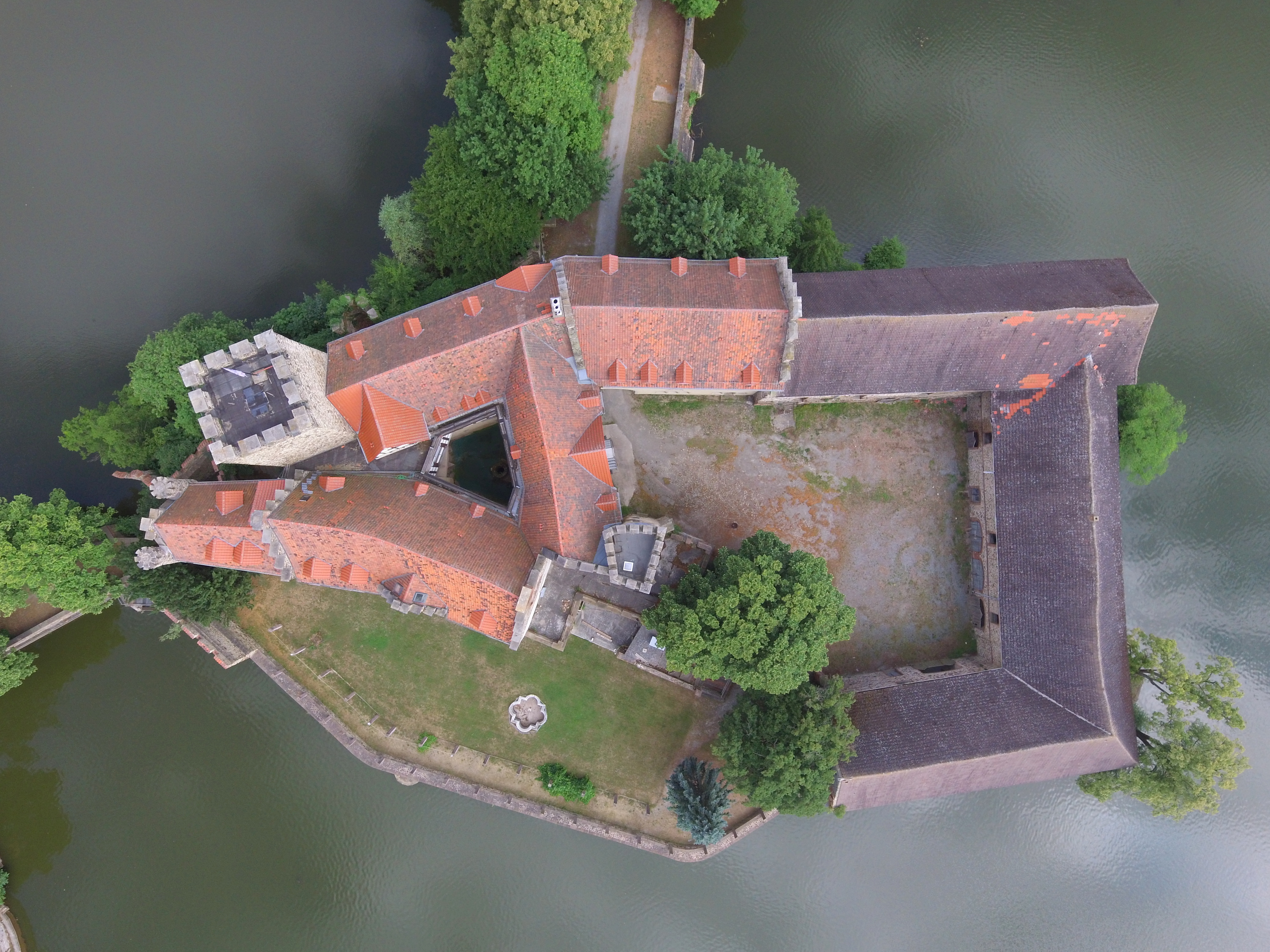
Draufsicht

Der Terrasse schließt sich der verputzte Kemenatenflügel der Burg an. Dieser ist ebenfalls dreigeschossig. Die Giebel des in Ost-West-Richtung ausgerichteten Baus sind Stufengiebel. Nach Osten zur Terrasse gibt es unter dem Giebel ein dreigeteiltes großes Rundbogenfenster. Ebenfalls einen Stufengiebel findet man an einem nach Süden ausgerichteten Zwerchhaus. Die Fenster der Südfassade sind meist segmentbogig. Lediglich im mittleren Stockwerk finden sich drei Spitzbogenfenster. In der zum Burghof ausgerichteten Nordwand befindet sich ein Reliefstein. In diesem Wappenstein steht eingraviert, dass „Anno dm MCCCCCXXVI heft Barwert Schencke dut huß gebuwet“. In der Südfassade unter dem Zwerchhaus gibt es einen Balkon. Im Dach wurden drei Giebelgauben eingearbeitet. Dem Kemenatenflügel schließt sich nach Westen das Gebäude der ehemaligen Rüstkammer an. Dieses ist wie der Kemenatenflügel dreigeschossig, das Dach jedoch niedriger. Der westliche Stufengiebel hat beidseits turmartige Verzierungen. Die Südfenster sind im mittleren spitz- und im oberen Stockwerk rundbogig. Im unteren Stock sind Segmentbogenfenster verbaut. Nach Westen befindet sich ein Spitzbogenfenster.
Der Burggarten ist nur noch eine schlichte Rasenfläche. In seiner Mitte befindet sich ein kleiner Teich. Auf der niedrigen südlichen Burgmauer erkennt man noch die Säulen der einstmaligen Pergola. Das auf diesen Säulen ruhende Holzgerüst und die Rankpflanzen sind nicht mehr vorhanden. Auf Höhe der Rüstkammer erreicht die Burgmauer wieder ihre ursprüngliche Höhe. Sie ist zinnenbewehrt. Etwa vier Meter von der westlichen Außenwand der Rüstkammer gibt es in der Mauer einen zweiten Zugang zur Burg. Das Westtor ist nur einflüglig und relativ schlicht. Unter der vom Tor zum Ufer führenden Brücke befindet sich ein Wehr, mit dem der Wasserstand des Teichs reguliert wird. Die Burgmauer schwenkt links des Westtors nach Norden. Westlich des Palas und links des Westtors erkennt man den Bergfried der Anlage. Dieser ist 34 Meter hoch und hat einen rechteckigen Grundriss. Er ist zinnenbewehrt und in mehreren Stockwerken wurden Fenster eingearbeitet. Die Mauern haben im unteren Bereich eine Mächtigkeit von 3,30 Meter und verjüngen sich nach oben auf 1,80 beziehungsweise 1,40 Meter. Im Bereich der nördlichen Außenmauer befindet sich unterhalb des Burgfrieds eine zweite rondellartige Ausbuchtung.

## Schlosspark
Am westlichen Ufer des Schloßteichs befindet sich der Schlosspark. Diesen ließ Eduard von Schenck zwischen 1860 und 1897 in Form eines Englischen Landschaftsgarten umgestalten. Um einen direkten Zugang von der Burg in den Park zu erhalten, wurde von der westlichen Außenmauer zum Ufer ein Damm mit Wehr aufgeschüttet und ein kleines Tor eingelassen. Innerhalb des Parks ist eine Sammlung unterschiedlicher europäischer und nordamerikanischer Baumarten angelegt, die auf Eduard Schenck zurückgeht. Die Bäume sind mit entsprechenden Hinweistafeln ausgewiesen. Neben den verschiedenen Bäumen gibt es eine zentrale Wiese, auf der Frühblüher gepflanzt sind.
Am Ufer auf die Burg ausgerichtet steht im Park eine Kanone. Der Vorsprung, auf dem diese steht trägt den Namen Kanonenplatz. Angelegt wurde der Kanonenplatz, als man 1880 den Vorläufer der heutigen Kanone aufstellte. Diese war im Deutsch-Französischen Krieg erbeutet worden und trug den Namen Le Flambard. Sie war von Schenck von dessen Vater Eduard von Peucker geschenkt worden und trug neben dem Namen die Inschrift „Donai, 23. mai 1865“. 1938 wurde die Kanone nach Schlesien umgesetzt. 2004 erwarb die Gemeinde Flechtingen spendenfinanziert eine neue Kanone und stellte sie am Kanonenplatz auf. Diese neue Kanone wiegt 1400 Kilogramm, ist 5,31 Meter lang, womit sie größer als die vormalige Le Flambard ist.
Weitere Details im Schlosspark sind ein Steinbruch und eine verzierte Säule. Im Bereich des Zuflusses der Kleinen Renne ließ Eduard von Schenck einen Damm aufschütten und so den Sieben-Insel-Teich vom Schloßteich abtrennen. Sieben-Insel-Teich wird das Gewässer aufgrund sieben im Teich angelegter und mit Bäumen bewachsener Inseln genannt. Es wird angenommen, dass diese Inseln Familienmitglieder Eduard von Schencks symbolhaft darstellen sollten. Vor dem Teich wurde an der Stelle eines Mitte des 20. Jahrhunderts wegen Baufälligkeit abgerissenen Pavillons 2010 ein moderner Holzpavillon errichtet.
Eduards Sohn Jacob ließ 1913 einen eiszeitlichen Findling im Park aufstellen. Dieser stammt vom Vorwerk Damsendorf. Auf einer angebrachten Inschrift auf der Vorderansicht stehen die Jahreszahlen „1813–1913“ vermerkt. Es soll sich um ein Denkmal zum hundertjährigen Jubiläum des Sieges der Koalitionstruppen in der Völkerschlacht bei Leipzig handeln. Eine Inschrift auf der Rückseite beschreibt den Stein als „Brautstein aus Damsendorf“. Nach einer volkstümlichen Sage handelt es sich bei dem Findling um eine Jungfrau, die sich weigerte, einen armen Damsendorfer Bauern zu heiraten und lieber zu Stein erstarren wolle.

## Sagen
- Ludwig Bechstein: Tetzel und der Ritter[10] (Sage vom Ritter Bernard von Schenk auf Flechtingen. Er soll dem Ablassprediger Tetzel einen Ablassbrief abgekauft und später in einem Überfall diesem seinen Ablasskasten mit dem Geld abgenommen haben. Durch den gekauften Brief war er bereits von zukünftigen Sünden befreit worden.)